# 러시아 항공우주유도탄방어군
항공미사일방어군(러시아어: Войска противовоздушной и противоракетной обороны은 러시아 항공우주군의 3개 분파 중 하나로, 2015년에 창설된 전략급 지상 기반 방공분파이다.

## 조직

### 작전부대
- 제1특수목적항공미사일방어군

### 기관
- 주코프 항공우주방어아카데미
- 야로슬라브 대항공기전 고위군사학교

## 같이 보기
- 소련 방공군